# Journal of Physics D
Journal of Physics D: Applied Physics is een internationaal, aan collegiale toetsing onderworpen wetenschappelijk tijdschrift op het gebied van de natuurkunde. De naam wordt in literatuurverwijzingen meestal afgekort tot J. Phys. D Appl. Phys.
Het wordt uitgegeven door IOP Publishing namens het Institute of Physics en verschijnt maandelijks.
Het eerste nummer verscheen in 1970.